# Death Blooms
Death Blooms è il secondo singolo del gruppo musicale statunitense Mudvayne, estratto dal loro album di debutto L.D. 50 e pubblicato nel 2000.

## Video musicale
Il video ufficiale del brano mostra scene del gruppo che esegue il brano vicino a un ospedale alternate ad altre in cui si vedono le anime di una donna anziana andare in paradiso supportata da una ragazza e dal cantante Chad Gray.

## Tracce
1. Death Blooms (Radio Edit) – 4:16
2. Death Blooms (Clean Version) – 4:52

## Formazione
- Chad Gray - voce
- Greg Tribbet - chitarra
- Ryan Martinie - basso
- Matthew McDonough - batteria